# Микитюк Валерій Мар'янович
Валерій Мар'янович Микитюк (23 грудня 1953, Корчівка, Житомирська область) — український науковець-економіст, доктор економічних наук (2013), професор (2005), Заслужений економіст України, академік Академії економічних наук України, дійсний член Міжнародної академії екологічних наук та безпеки життєдіяльності.

## Із життєпису
У 1979 році закінчив Житомирський сільськогосподарський інститут, де й працює: 1996—2000 роки — завідувач катедри бухгалтерського обліку і аналізу господарської діяльності підприємств, від 2000 року — завідувач катедри аналізу і статистики, 1998—2008 роки — проректор із навчальної роботи, 2011–14 — ректор універститету. Наукові дослідження: стратегії розвитку скотарства.

## Основні праці
- Ефективність виробництва яловичини в умовах загострення екологічної кризи на підприємствах Північного Полісся Житомирської області // Пробл. ефектив. функціонування АПК в умовах нових форм власності та господарювання. Т. 1–2. Київ, 2001;
- Формування продовольчої безпеки в Україні: регіональний аспект. Житомир, 2010 (співавт.);
- Регіональна стратегія інвестування аграрного сектору. Житомир, 2010 (співавт.);
- Відродження галузі скотарства в умовах ринкових трансформацій. Житомир, 2012;
- Розвиток та підвищення ефективності функціонування підприємств галузі птахівництва. Житомир., 2013 (співавт.)[1].

## Нагороди та відзнаки
- Заслужений економіст України;
- «Знак пошани» Міністерства агарної політики України;
- Звання «Заслужений діяч науки»;
- Орден «Зірка вченого»;
- Почесний професор Медичного університету Докьо (Японія)[2].